# Elecciones generales de Samoa de 1985
Las elecciones generales de Samoa se llevaron a cabo el 22 de febrero de 1985 para escoger a los 47 miembros del parlamento. La votación estaba restringida para los matai y los descendientes de europeos. El resultado fue una abrumadora mayoría absoluta para el Partido para la Protección de los Derechos Humanos, que obtuvo 32 de los 47 escaños y casi el 35% del voto popular. Su rival, el Partido Demócrata Cristiano, perdió varios apoyos. De ese modo Tofilau Eti Alesana fue reelecto para un segundo mandato como Primer ministro.
Sin embargo, en diciembre, el parlamento rechazó aprobar los presupuestos de Alesana, 11 miembros del HRPP se pasaron a la oposición y formaron coalición con el CDP. Va'ai Kolone, líder de esta coalición, se convirtió así en Primer ministro.

## Resultados
| Partido                                            | Votos  | %    | Escaños | +/- |
| -------------------------------------------------- | ------ | ---- | ------- | --- |
| Partido para la Protección de los Derechos Humanos | 4.698  | 34.5 | 32      | +8  |
| Partido Demócrata Cristiano                        | 2.052  | 15.1 | 15      | -8  |
| Independientes                                     | 6.850  | 50.4 | 0       | 0   |
| Votos en blanco/anulados                           | 86     | -    | -       | -   |
| Total                                              | 13.686 | 100  | 47      | 0   |
| Fuente: Nohlen et al.                              |        |      |         |     |